# Бонштед-Куплетская, Эльза Максимилиановна
Эльза Максимилиановна Бонштедт-Куплетская (1897—1974) — учёный-минералог, доктор геолого-минералогических наук, профессор, лауреат премии имени А. Е. Ферсмана (1949), почётный член Всесоюзного минералогического общества (1971).

## Биография
Родилась Родился 18 (30) октября 1897 года в городе Санкт-Петербург в семье служащего.
В 1915 году — поступила на естественный факультет Биологической лаборатории (позднее — Естественнонаучный институт имени П. Ф. Лесгафта), в 1916 перевелась на Высшие женские курсы (бывшие Бестужевские), которые позднее были объединены с Ленинградским государственным университетом.
В 1922 году — окончила отделение минералогии физико-математического факультета Петроградского государственного университета и была оставлена при университете для подготовки к преподавательской деятельности.
Во время учёбы работала делопроизводителем в комиссии по улучшению быта учёных, затем — в Минералогическом музее АН СССР.
В 1935 году — совокупность работ в области минералогии Хибин была зачтена как диссертация и присуждена учёная степень кандидата геолого-минералогических наук.
Во время Великой Отечественной войны работала минералогом в Юго-Коневском рудоуправлении (Челябинская область), куда была откомандирована АН СССР.
На территории Челябинской области изучала минералогию редкометалльных месторождений (1941—43) и пегматитов Вишнёвых гор.
В 1949 году — защитила докторскую диссертацию, тема: «Минералогия щелочных пегматитов Вишнёвых гор».
С 1956 года — работала в Институте геологии рудных месторождений, петрографии, минералогии и геохимии (ИГЕМ) АН СССР.
В 1966 году — утверждена в учёном звании профессора.
Скоропостижно скончалась 10 июля 1974 года в Москве.

## Семья
- Муж — Борис Михайлович Куплетский (1894—1965) — учёный-геолог, петрограф.

## Научная деятельность
Проводила исследования на Среднем и Южном Урале.
В 1946 году в Вишнёвых горах открыла новый минерал — ферсмит (титано-ниобиевый окисел).
Автор 90 крупных научных публикаций, 86 небольших статей для справочника по минералогии (некоторые работы опубликованы под фамилией Бонштедт).
Помимо научных исследований принимала участие в составлении и редактировании справочных и сводных изданий по минералогии.
Являлась заместителем заведующего отделом минералогии ИГЕМ АН СССР, заместителем председателя комиссии по новым минералам Всероссийского минералогического общества (ВМО), член аналогичной комиссии Международной минералогической ассоциации.

## Награды и премии
- 1945 — Почётная грамота Президиума АН СССР
- 1946 — медаль «За доблестный труд в Великой Отечественной войне 1941—1945 гг.» (1946)
- 1948 — медаль «В память 800-летия Москвы» (1948)
- 1949 — Премия имени А. Е. Ферсмана, за работу по пегматитам
- 1954 — орден Ленина (27 марта 1954).

## Членство в организациях
Почётный член Всесоюзного минералогического общества (1971).

## Память
В 1981 году в память о Бонштедт-Куплетской назван новый минерал, найденный в Хибинах, — бонштедтит.